# Fernando Díaz Gudiel
Fernando Díaz Gudiel (m. 1278) fue un noble castellano del siglo XIII, que ejerció el cargo de alcalde mayor de Toledo y fue señor de la Torre de Esteban Hambrán. 
De familia toledana radicada en la ciudad desde la conquista, fue caballero de mucha estimación en la ciudad. Gonzalo Argote de Molina describe en su tratado las armas de este caballero: "en campo roxo quatro Bastones de plata sembrados en ellos veynte y quatro Armiños negros". Falleció en el año 1278, y su sepulcro se halla en la capilla de San Eugenio de la catedral de Toledo.
Contrajo matrimonio con Urraca Pérez Barroso, hija de los señores de Malpica de Tajo, después marqueses de Malpica, de quienes nacieron:
1. Gudiel Fernández, que sucedió a su padre en el señorío, y además fue alguacil mayor de Toledo.
2. Martín Fernández Gudiel, alcalde mayor de Toledo, y después canónigo de la catedral de Toledo.
3. Gutierre Fernández Gudiel.
4. Pedro Gómez Gudiel, que llegó a ser obispo de Segovia.
5. Urraca Fernández Gudiel, casada con Juan Núñez de Prado.
6. María Fernández Gudiel, casada con García Ivañez, I señor de Magán y Mocejón.[5]